# Governo Ishiba I
Il governo Ishiba I è stato il 102º governo del Giappone, in carica dal 1º ottobre all’11 novembre 2024 (sebbene dimissionario dal 27 ottobre), con a capo il primo ministro Shigeru Ishiba.
Poiché nato in seguito alle dimissioni del precedente governo, l’esecutivo è stato la continuazione, seppur con ministri differenti, della medesima coalizione di maggioranza tra il Partito Liberal Democratico e Kōmeitō, già riconfermata alla guida del paese nel 2021.
Il 1º ottobre, il governo ha ottenuto la fiducia ed è dunque entrato in carica.
Il successivo 27 ottobre, tuttavia, avendo il Primo ministro Ishiba richiesto lo scioglimento anticipato della Camera dei rappresentanti in data 9 ottobre ed l’indizione nuove elezioni, il governo si è dimesso al fine di agevolare la formazione di un nuovo esecutivo, secondo quanto prescritto dalla Costituzione.

## Situazione parlamentare
| Camera                    | Collocazione | Partiti                                                                   | Seggi     |
| ------------------------- | ------------ | ------------------------------------------------------------------------- | --------- |
| Camera dei Rappresentanti | Maggioranza  | LDP (258), Kōmeitō (32)                                                   | 290 / 465 |
| Camera dei Rappresentanti | Opposizione  | PCD (99), PDIG (45), JCP (10), PDP (7), YnK (4), RS (3), Indipendenti (7) | 168 / 465 |

## Elenco dei ministri

### Legenda
|   | Partito Liberal Democratico (LDP)      |
|   | Kōmeitō (K)                            |
|   | Indipendente (IND)                     |
| R | Membro della Camera dei rappresentanti |
| C | Membro della Camera dei consiglieri    |
| B | Burocrate                              |

### Gabinetto

#### Ministri
| Dicastero | Titolare | Titolare | Titolare           | Titolare |
| --- | -------- | -------- | ------------------ | -------- |
| Primo ministro |          |          | Shigeru Ishiba     | R        |
| Affari interni e comunicazioni |          |          | Seiichiro Murakami | R        |
| Giustizia |          |          | Hideki Makihara    | R        |
| Affari esteri |          |          | Takeshi Iwaya      | R        |
| Finanze Ministro di Stato per i servizi finanziari; Ministro incaricato del superamento della deflazione |          |          | Katsunobu Katō     | R        |
| Istruzione, cultura, sport, scienza e tecnologia |          |          | Toshiko Abe        | R        |
| Agricoltura, foreste e pesca |          |          | Yasuhiro Ozato     | R        |
| Salute, lavoro e politiche sociali |          |          | Takamaro Fukuoka   | C        |
| Economia, commercio ed industria Ministro di Stato per la compensazione dei danni nucleari e per la facilitazione dello smantellamento delle centrali |          |          | Yoji Muto          | R        |
| Territorio, infrastrutture, trasporti e turismo Ministro incaricato della politica sul ciclo dell'acqua; Ministro per l’Esposizione mondiale 2027 dell'orticoltura a Yokohama |          |          | Tetsuo Saitō       | R        |
| Ambiente Ministro di Stato per la preparazione alle emergenze nucleari |          |          | Keiichiro Asao     | C        |
| Difesa |          |          | Gen Nakatani       | R        |
| Capo segretario di gabinetto |          |          | Yoshimasa Hayashi  | R        |
| Trasformazione digitale Ministro di Stato per la riforma digitale, amministrativa e fiscale; Ministro incaricato della visione della nazione sulla città-giardino digitale; Ministro incaricato della riforma del servizio civile; Ministro di Stato per la riforma della regolamentazione                                                                                |          |          | Masaaki Taira      | R        |
| Ricostruzione Ministro incaricato del coordinamento delle politiche globali per la ripresa dall'incidente nucleare di Fukushima |          |          | Tadahiko Ito       | R        |
| Direttore della commissione nazionale per la pubblica sicurezza Ministro incaricato della costruzione della resilienza nazionale; Ministro incaricato delle questioni territoriali; Ministro di Stato per la gestione dei disastri e la politica oceanica |          |          | Manabu Sakai       | R        |
| Politiche dei bambini Ministro di Stato per le misure contro la diminuzione del tasso di natalità; Ministro di Stato per l’uguaglianza di genere; Ministro incaricato per l’emancipazione femminile; Ministro incaricato per l’emancipazione giovanile; Ministro incaricato della coesione sociale; Ministro incaricato per le misure contro la solitudine e l’isolamento |          |          | Junko Mihara       | C        |
| Rivitalizzazione economica Ministro incaricato per il “nuovo capitalismo”; Ministro incaricato per le startups; Ministro incaricato per le misure per la gestione delle crisi sanitarie infettive; Ministro incaricato della riforma della previdenza sociale; Ministro incaricato della politica economica e fiscale                                                     |          |          | Ryosei Akazawa     | R        |
| Sicurezza economica Ministro di Stato per la strategia sulla proprietà intellettuale; Ministro di Stato per le politiche scientifiche e tecnologiche; Ministro di Stato per le politiche spaziali; Ministro di Stato per la strategia “Cool Japan”; |          |          | Minoru Kiuchi      | R        |
| Esposizione mondiale 2025 ad Osaka Ministro di Stato per Okinawa e per gli affari dei territori settentrionali; Ministro di Stato per gli affari dei consumatori e la sicurezza alimentare; Ministro per la rivitalizzazione regionale; Ministro di Stato per le politiche degli Ainu                                                                                     |          |          | Yoshitaka Itō      | R        |

#### Ufficio del Primo ministro
| Carica | Titolare | Titolare | Titolare          | Titolare |
| --- | -------- | -------- | ----------------- | -------- |
| Consigliere speciale del Primo ministro per la sicurezza nazionale |          |          | Akihisa Nagashima | R        |
| Consigliere speciale del Primo ministro per la resilienza nazionale e la ricostruzione, la politica di innovazione scientifica e tecnologica e gli altri incarichi speciali |          |          | Masafumi Mori     | B        |
| Consigliere speciale del Primo ministro per i salari e l’occupazione |          |          | Wakako Yata       | B        |

Fonte:
- (EN) Prime Minister of Japan and His Cabinet - The Cabinet, su japan.kantei.go.jp.